# Aphelolpium thibaudi
Aphelolpium thibaudi är en spindeldjursart som beskrevs av Jacqueline Heurtault och Rebière 1983. Aphelolpium thibaudi ingår i släktet Aphelolpium och familjen Olpiidae. Inga underarter finns listade i Catalogue of Life.